# Dihe
Dihe nennen die Angehörigen der Kanembu am Tschadsee in der Sahara ein kuchenförmiges Nahrungsmittel aus Massen des Cyanobakteriums Spirulina. Es wird aus der getrockneten, vom Seewasser abgeschöpften, schaumartigen Spirulinamasse hergestellt. Für Europa entdeckt wurde Dihe 1964 von dem belgischen Botaniker Jean Léonard, als er mit einem Vermessungstrupp die Sahara durchquerte.
Den geschichtlichen Hintergrund zur Entdeckung des Dihe beschrieb 1983 Orio Ciferri vom Fachbereich für Genetik und Mikrobiologie der Universität von Pavia, Italien, in einer Abhandlung über die Spirulinaalge.